# Henri Büsser
Henri-Paul Büsser (ur. 16 stycznia 1872 w Tuluzie, zm. 30 grudnia 1973 w Paryżu) – francuski kompozytor i dyrygent.

## Życiorys
Studiował m.in. u Césara Francka (organy), Ernesta Guirauda, Charles'a Gounoda i Jules'a Masseneta (kompozycję). W 1893 został laureatem nagrody muzycznej Akademii Francuskiej Prix de Rome. Od 1904 pracował jako pedagog w konserwatorium paryskim, prowadząc do 1929 klasę zespołów wokalnych, następnie klasę kompozycji. W latach 1939–1941 był dyrektorem Opéra Comique, 1949–1952 dyrektorem Opery Paryskiej. Był również przez kilkadziesiąt lat organistą kościoła w Saint-Cloud. W 1938 został przyjęty w poczet członków Académie des Beaux-Arts.
Tworzył m.in. opery, balet, pieśni, utwory symfoniczne, kameralne i religijne (msze, motety, Magnificat). Inspirował się muzyką Gounoda (w utworach religijnych) i Debussy'ego (w utworach symfonicznych i kameralnych). Jednym z jego uczniów był Henri Dutilleux. Opracował i wydał Traité d'instrumentation Guirauda, był także autorem wspomnień De "Pelléeas" aux "Indes galantes" (1955).